# Сражение при Симанкасе
Сраже́ние при Сима́нкасе — битва около города Симанкас 6 августа и последующий за ним бой при Аландеге 21 августа 939 года между объединённым войском христиан севера Испании (Леон, Кастилия и Наварра) под общим командованием короля Рамиро II и войском мавров во главе с халифом Кордовы Абд ар-Рахманом III, завершившиеся одной из крупнейших побед христиан за всю историю Реконкисты.

## Предпосылки
С момента восшествия короля Леона Рамиро II на престол в 931 году христианские государства севера Испании значительно активизировали наступление на владения мусульман: в 932 году Рамиро II взял и разграбил Мадрид, а в 934 году вместе с графом Кастилии Фернаном Гонсалесом нанёс маврам серьёзное поражение при Осме. В 937 году король Леона вмешался во внутреннии междоусобия Кордовского халифата, поддержав восставшего против Абд ар-Рахмана III вали Сарагосы Мухаммада бен Хасима, которого халиф обвинил в поражении при Осме. Рамиро II выступил с войском к Сарагосе, разбил отряды врагов Мухаммада бен Хасима и взял с него клятву верности. Разместив в подчинённых вали Сарагосы отряды союзных наваррцев, король Рамиро II возвратился в Леон. В ответ Абд ар-Рахман III предпринял поход против мятежников, взял Калатаюд и другие крепости. Это заставило Мухаммада бен Хасима примириться с халифом Кордовы и вместе с ним выступить против своих недавних союзников. Все оставшиеся в землях мавров отряды наваррцев были перебиты, а в результате предпринятого вслед за этим похода в Наварру король Гарсия I Санчес должен был признать себя вассалом халифа.

## Сражения при Симанкасе и Аландеге

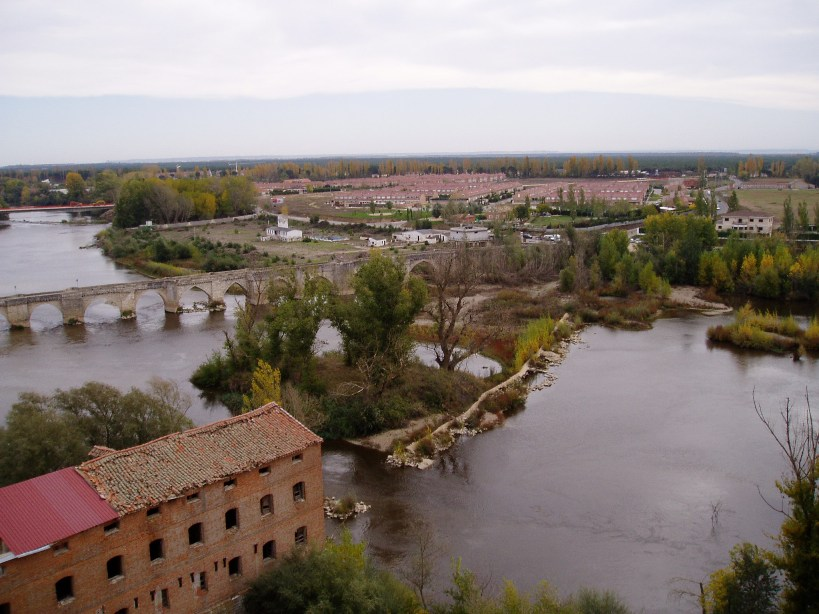
Вид на реку Писуэрга со стороны Симанкаса

В 939 году Абд ар-Рахман III стал готовить поход против королевства Леон и объявил христианам священную войну. С помощью Мухаммада бен Хасима было собрано большое войско, по арабским источникам состоявшее из ста тысяч воинов. В нём, кроме мусульман-рекрутов, были отряды наёмников, провинциальных войск (yunds), берберов, отряды из Верхней Границы и личная гвардия халифа. Абд ар-Рахман III был настолько уверен в победе, что приказал в мечетях Кордовы каждый день возносить молитву не с просьбой даровать мусульманам победу, а с благодарностью за победу, как будто она уже была одержана. По повелению халифа поход должен был называться Войной Всемогущества (gazat al-Kudra).
В конце июня войско мавров выступило в поход и через Толедо и Гвадарраму достигло так называемой «Ничейной земли» — малонаселённой области к югу от реки Дуэро. Здесь мусульмане взяли и разграбили принадлежавшие христианам замки Ольмедо, Искар и Алкасарен, а затем разбили лагерь около реки Сега. Первоначально командовал войском сам халиф, однако затем он передал непосредственное командование одному из своих приближённых, рабу-евнуху Наджу, что очень сильно оскорбило других мусульманских военачальников, не желавших подчиняться лицу столь низкого происхождения.
В это время король Рамиро II так же собрал войско, к которому присоединились отряды под командованием графа Кастилии Фернана Гонсалеса, короля Наварры Гарсии I Санчеса и графа Монсона Ансура Фернандеса. Между тем 19 июля произошло солнечное затмение, которое повергло мавров в ужас, а христианами было истолковано как благоприятное знамение. Только через два дня войско мусульман вновь начало движение и в начале августа подошло к городу Симанкас, расположенному на берегу реки Писуэрга. Сюда же подошла и армия христиан.

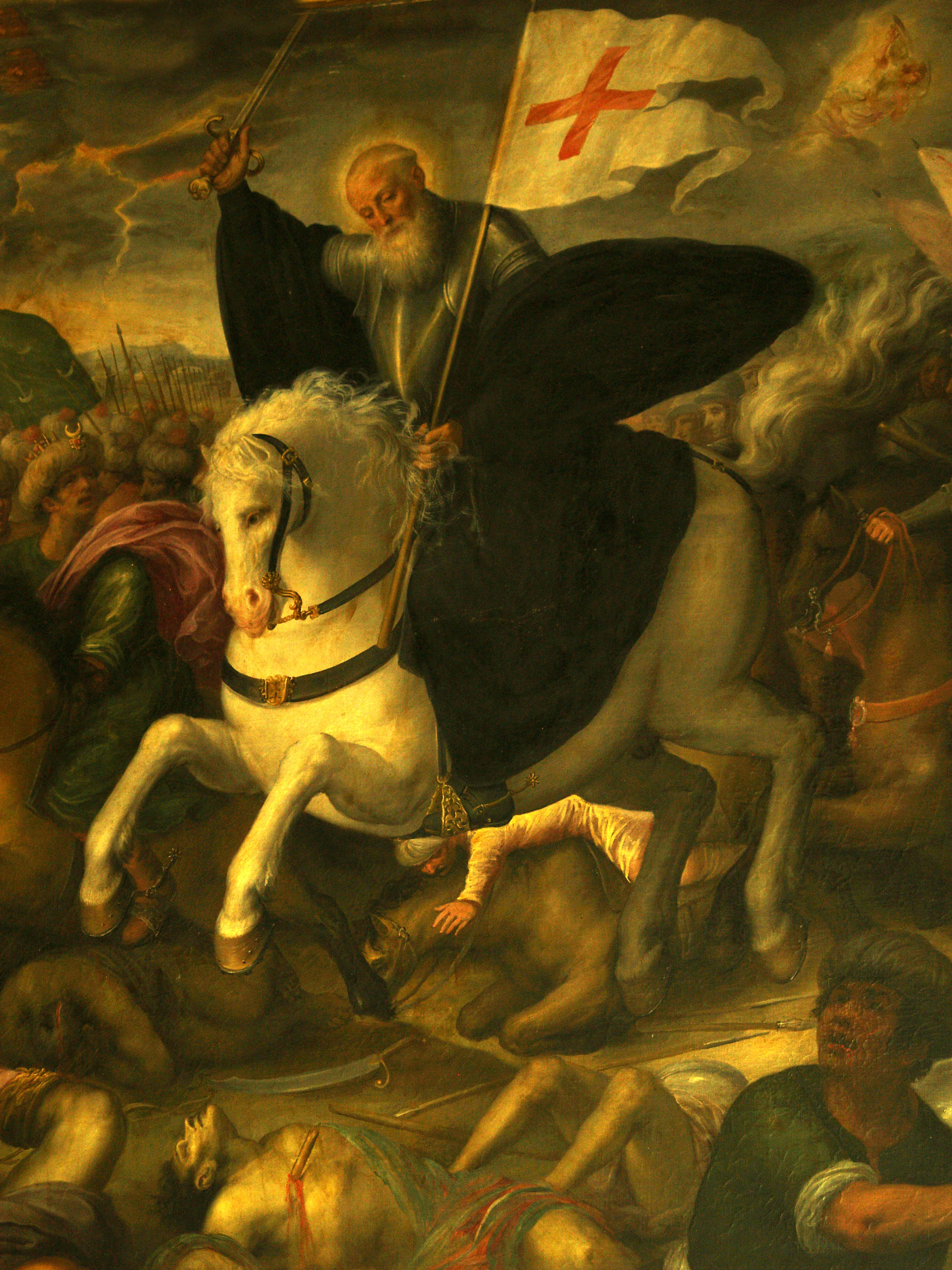
Явление святого Мильяна в сражении при Симанкасе

6 августа, во вторник, в день святых Хусто и Пастора, армия короля Рамиро II атаковала войско мавров, несмотря на то, что противник превосходил её численностью. Сражение продолжалось весь день, но не принесло победы ни одной из сторон. На следующий день битва возобновилась и продолжалась ещё несколько дней. Всё это время мусульманские военачальники не предпринимали активных попыток атаковать войско христиан, пытаясь показать Абд ар-Рахману III, что его ставленник Надж не имеет полководческого таланта и что его назначение главнокомандующим было ошибкой. Между тем отряду христиан удалось скрытно зайти в тыл войску мавров и совершить неожиданную атаку. Войско мавров дрогнуло и обратилось в бегство. Христиане до самого вечера преследовали мусульман, убив множество из них. Согласно легенде, на поле боя явился дух святого Мильяна — покровителя Кастилии, который вместе с другими христианскими воинами разил мечом мавров. Абд ар-Рахман III бежал с поля боя и лишь с немногими приближёнными (по арабским источникам их было всего 49 человек) возвратился в Кордову. Позднее, когда в Кордову возвратились остатки разбитого христианами войска мавров, Абд ар-Рахман повелел казнить около трёхста знатных мусульманских воинов, обвинив их в трусости и предательстве. Поход 939 года стал для халифа последним, в котором он лично возглавлял армию. Вали Сарагосы Мухаммад бен Хасим попал в плен. Христиане захватили огромное число трофеев, в том числе доспехи Абд ар-Рахмана III.
Арьергард отступающего мусульманского войска, двигавшийся по направлению к Атьенсе, 21 августа у местечка Аландега попал в засаду, устроенную христианами. В результате удара тяжеловооружёной конницы войско мавров было оттеснено в близлежащий овраг, где почти полностью уничтожено.
Различные источники указывают разное количество потерь, понесённых маврами в сражениях при Симанкасе и Аландеге, но даже испано-мусульманские хронисты говорят, что погибших было не менее 50 000. Число же погибших христиан, по данным леонской хроники Сампиро (XI век), составило только 3000 воинов.

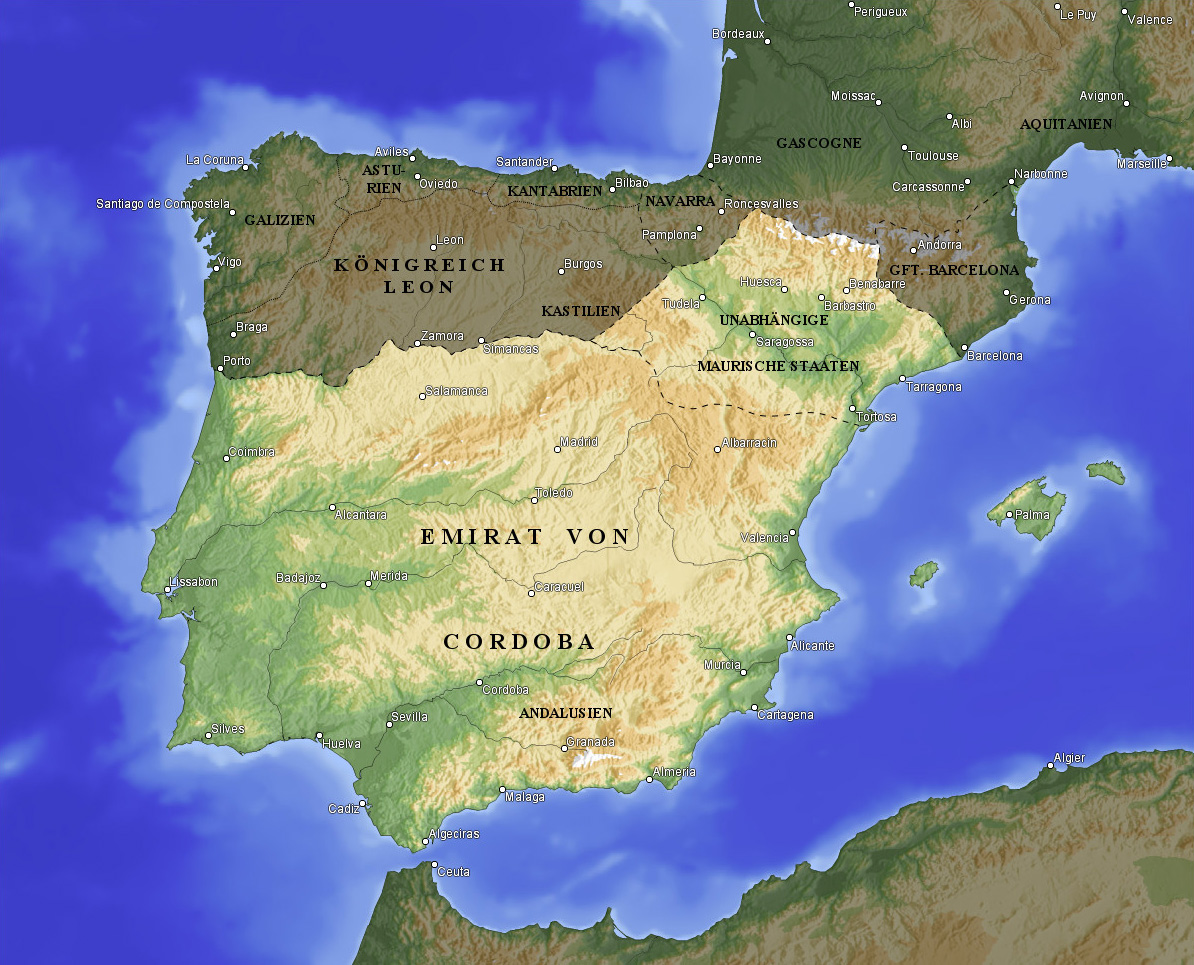
Кордовский халифат в начале X века

## Последствия сражения
Сражение при Симанкасе более чем на 15 лет прекратило крупные походы халифа Кордовы вглубь территории Леона и Кастилии, а Наварре позволило временно избавиться от вассальной зависимости от Кордовы. Победа дала возможность христианам самим перейти в наступление на владения мавров и в следующие несколько лет установить свой контроль над обширными областями к югу от реки Дуэро. Однако разногласия, возникшие в связи с заселением этих новых земель, привели к конфликту между королём Леона Рамиро II и графом Кастилии Фернаном Гонсалесом и стали непосредственным поводом в тому, что Кастилия встала на путь обретения независимости от королевства Леон.

## Сражение при Симанкасе в исторических хрониках
Сражение при Симанкасе — наиболее значительная победа христиан над маврами за предыдущие 90 лет — нашло широкое отражение в различных современных исторических хрониках. Подробные рассказы о битве оставили в своих сочинениях испано-мусульманские писатели, в первую очередь аль-Химъяри и Ибн Хаййан. Ни одна из испано-христианских хроник, описывающих историю первой половины X века, не обошла молчанием сражение при Симанкасе, однако в большинстве хроник сообщения об этой битве имеют очень краткий характер. Наибольшее внимание к этому событию проявляют «Хроника Сампиро» и «Первые Кастильские анналы». О победе испанских христиан над маврами упоминают и различные европейские хроники X века. Например, упоминание о сражении при Симанкасе содержится в сочинении Лиутпранда Кремонского «Антаподосис» (книга V, глава 2).
Одним из наиболее интересных для историков сообщений о событиях 939 года является запись, сделанная в «Больших Санкт-Галленских анналах», в которой указано, что главным предводителем христиан и организатором их победы была королева Наварры Тода Аснарес. Об этом же говорят и наваррские народные предания. В связи с этими свидетельствами источников между историками идут дискуссии о том, кто был главнокомандующим наваррскими отрядами в битве при Симанкасе, король Гарсия I Санчес или его мать Тода, а также о роли союзников Рамиро II (кастильцев и наваррцев) в разгроме мавров.